# 밀라노 교통공사
밀라노 교통공사(이탈리아어: Azienda Trasporti Milanesi; ATM 아치엔다 트라스포르티 밀라네시[*])은 이탈리아 밀라노 시와 그 주변 지자체의 대중교통을 전담하고 있는 공기업이다. 밀라노 내에서 1920년대 도입된 피터 휠 스트리트카를 일부 투입한 트램 노선 18개, 버스 노선 72개, 트롤리버스 노선 4개, 도시간 버스 노선 35개, 지하철 노선 4개 (밀라노 지하철)을 운영하며, 2010년 기준으로 총 7억 3400만 명의 승객을 수송했다.
ATM는 주로 밀라노 주변 교통과 관련된 서비스도 운영하고 있다. 이런 서비스로는 라디오버스와 미니 콜버스, 산 라파엘레 병원과 지하철 2호선을 잇는 경전철 노선, 코모-브루나티 케이블카 노선, 구이다미 카셰어링 서비스와 바이크미 자전거 대여 서비스가 있다.

## 역사

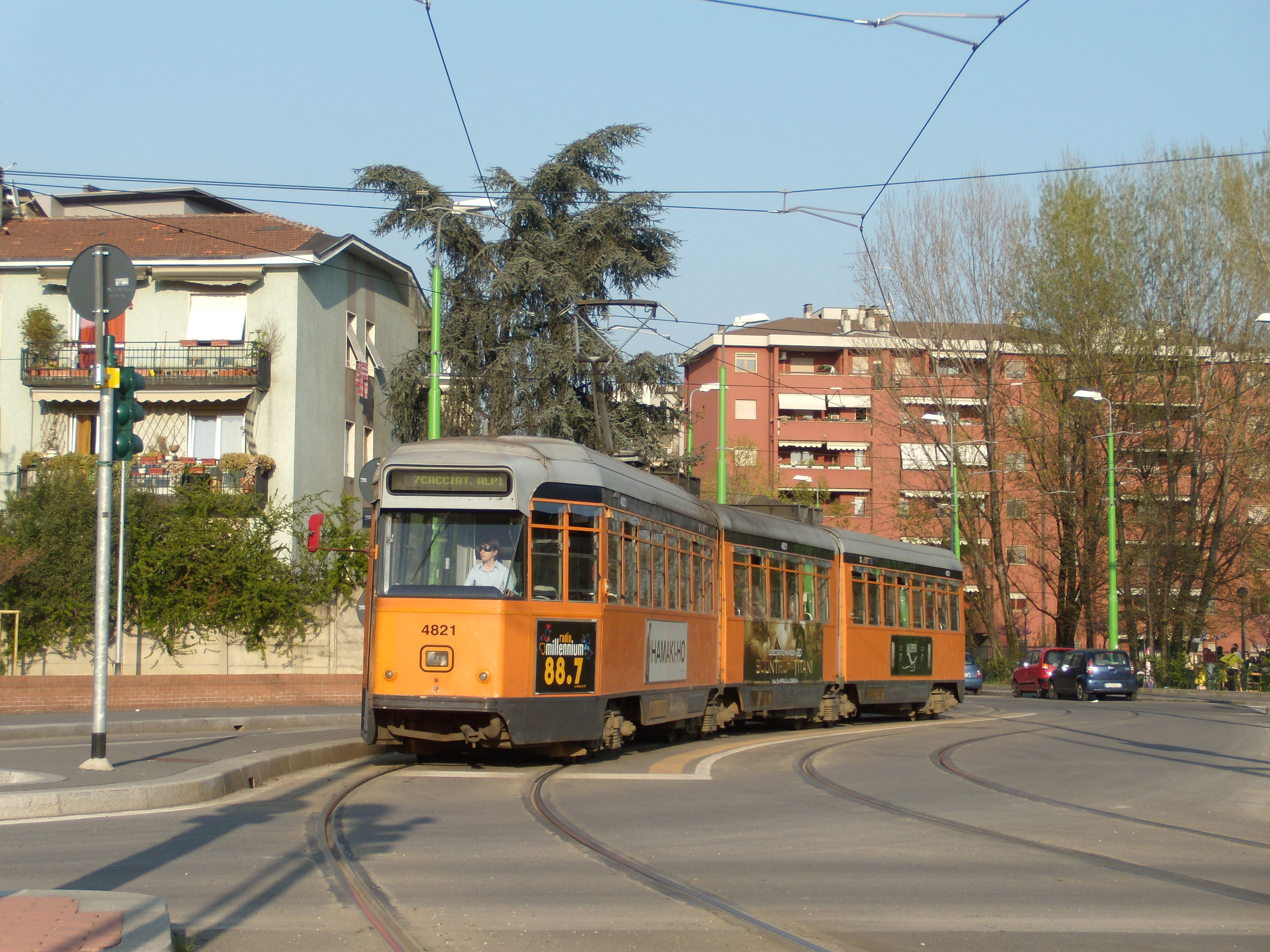
메트로트란비아 7번 노선을 달리는 낡은 4800번대 굴절 시내트램 (점보트램)의 모습. 프레코토에서 촬영.

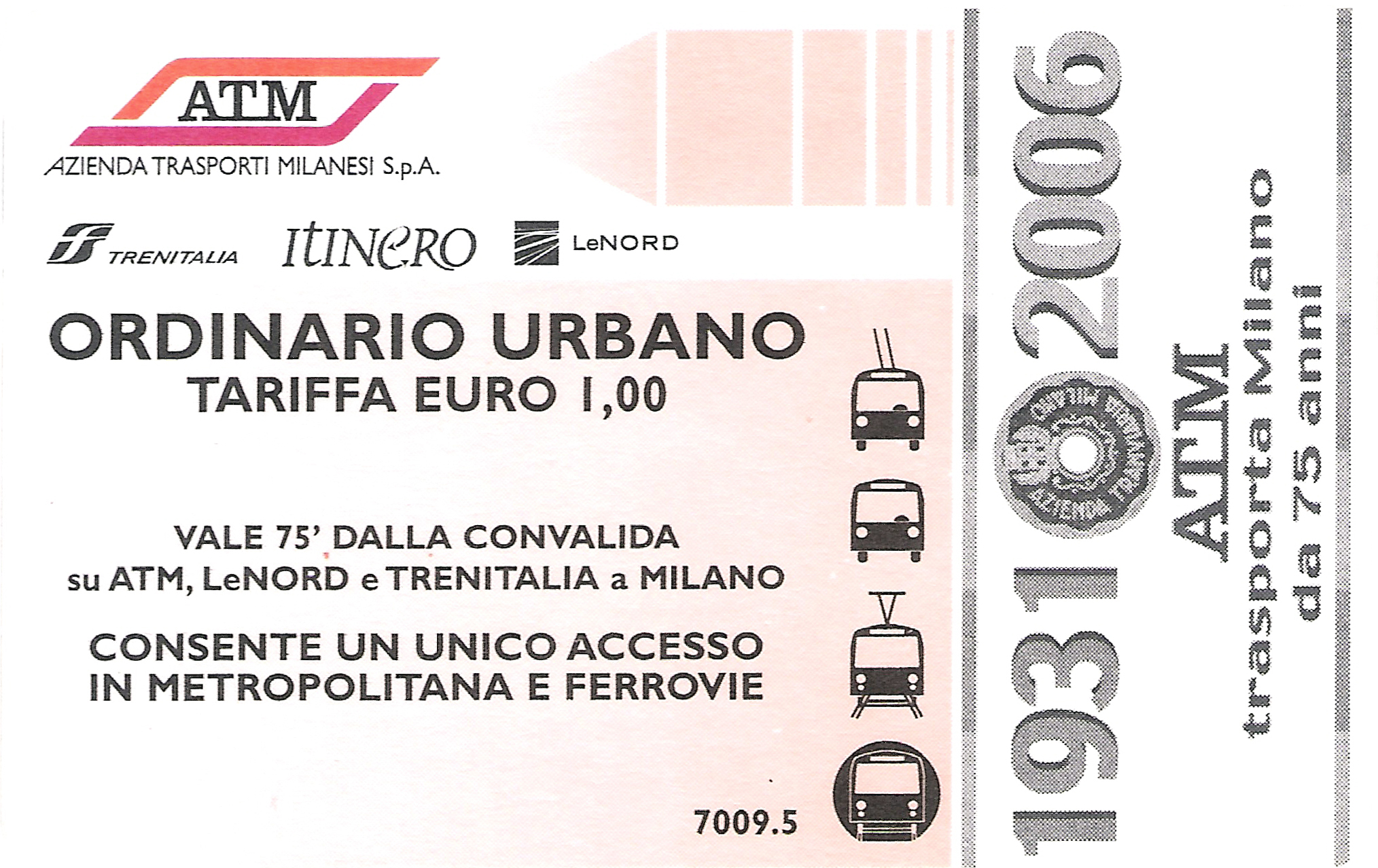
ATM 75주년 기념 승차권

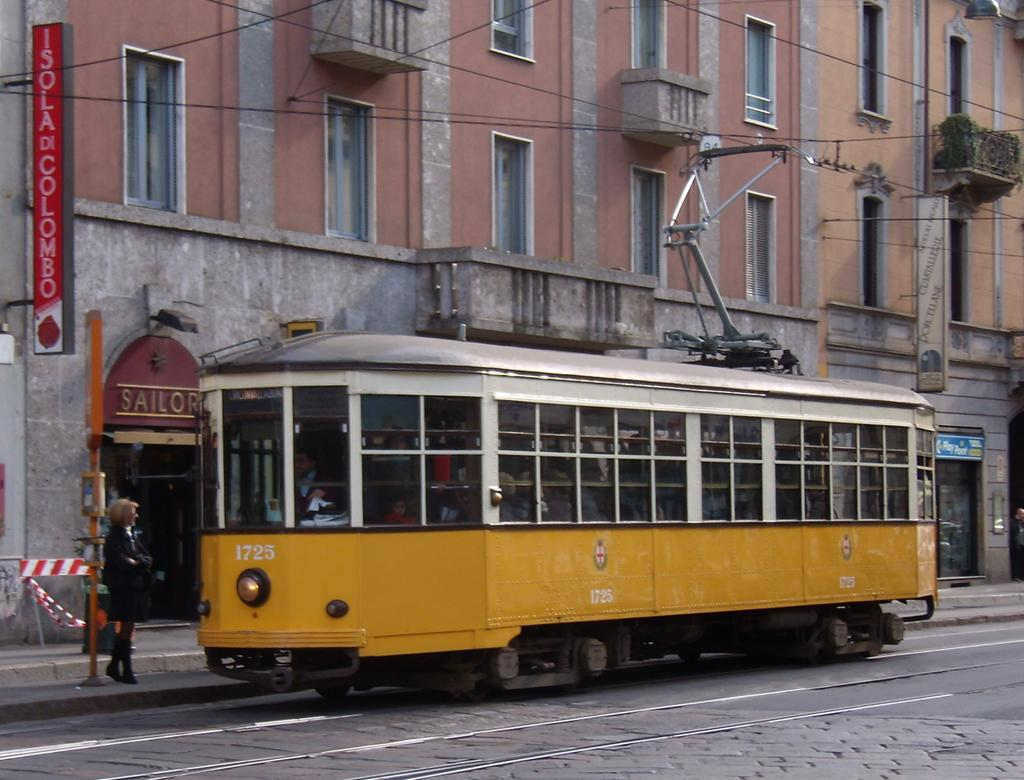
코르고 콜롬보를 달리고 있는 29번 노선 (현재 운행 중단)의 클래스 1500번대 시내트램. 1920년대 흰색-노란색의 원래 상징색을 재현했다.

밀라노의 대중교통은 1840년 8월 17일 밀라노-몬차 선이 개통되면서 시작됐다. 말이 끄는 버스는 1841년 도입됐다. 대중교통은 '옴니부스 대중회사' (Società Anonima degli Omnibus, SAO)가 운영했는데 1861년부터 1865년까지 버스 노선 11개 운행을 맡았다.
몇년 후 이번에는 말이 끄는 트램이 도입됐다. 1881년에 트램 노선 3개가 개통되고 1893년에는 에디슨 사가 부설한 최초의 전기 트램 노선이 개통되었다. 그로부터 2년 뒤까지 같은 회사가 18개 노선을 더 개통했고, 전부 밀라노 시에서 관리하게 되었다. 에디슨 사의 신노선에 관한 권리는 1917년 만료됐고, 모든 운영권이 밀라노 시에게 넘어갔다. 이후 1931년에는 대중교통 운영을 전담하는 공기업이 독립하여 '시립 트램 공사 (Azienda Tranviaria Municipale, ATM)'가 되었다.
한편 1905년에는 가솔린 버스 노선이 신설되어 SITA (Società Italiana Trasporto con Automobili)가 운영하기 시작했고, 이후 1933년부터는 ATM으로 운영권이 넘어가 최초의 트롤리버스 노선과 함께 운행되기 시작했다.
제2차 세계 대전이 끝나고 나서 대중교통 시설은 버스 노선에, 1950년 중반부터는 새로 건설된 지하철에 집중하게 되었다. 밀라노 지하철 건설은 1957년에 시작되어 1964년에 1호선이 개통됐다. 5년 후인 1969년에는 2호선이 문을 열었다.
1965년 1월 1일, ATM은 사명을 '아치엔다 트라스포르티 무니치팔리' (Azienda Trasporti Municipali, 시립 교통 공사)로 바꿨고, 이후 몇 년간은 차세대 장형 트램인 점보트램이 도입됐다. 1960년대에는 이탈리아 전국과 밀라노에서 차량 보유수의 큰 증가를 보였고, 개인 교통수단의 우선도가 대중 교통수단을 뛰어넘는 모습을 보였다.
그로부터 몇 년 간 두 지하철 노선의 신설역 몇 곳이 문을 열었으며, 1990년에는 3호선이 새로 문을 열었다. 1992년에는 로차노행 15번 트램 노선이 최초로 시 경계를 넘어서 운행되기 시작했다.
ATM은 1999년 다시 한번 사명을 오늘날의 이름인 '아치엔다 트라스포르티 밀라네시'로 바꿨고 2001년에는 주식회사가 되었다. 이 몇 해 동안은 최초로 요청에 따라 운행되는 '라디오버스'를 도입해 야간 시간대에 운행하기 시작했다.
2002년 12월 7일, 첫 고속 트램 노선 (7번) 을 신설했다. 그 뒤를 이어 2003년 12월 8일에는 북부의 4번 노선과 남부의 15번 노선, 이 두 노선을 신설했다. 2004년에는 신 마그네틱 승차권과 전자 패스카드를 도입했다. 승차권 교체 과정이 완전히 끝나기까지는 3년이 걸렸다.

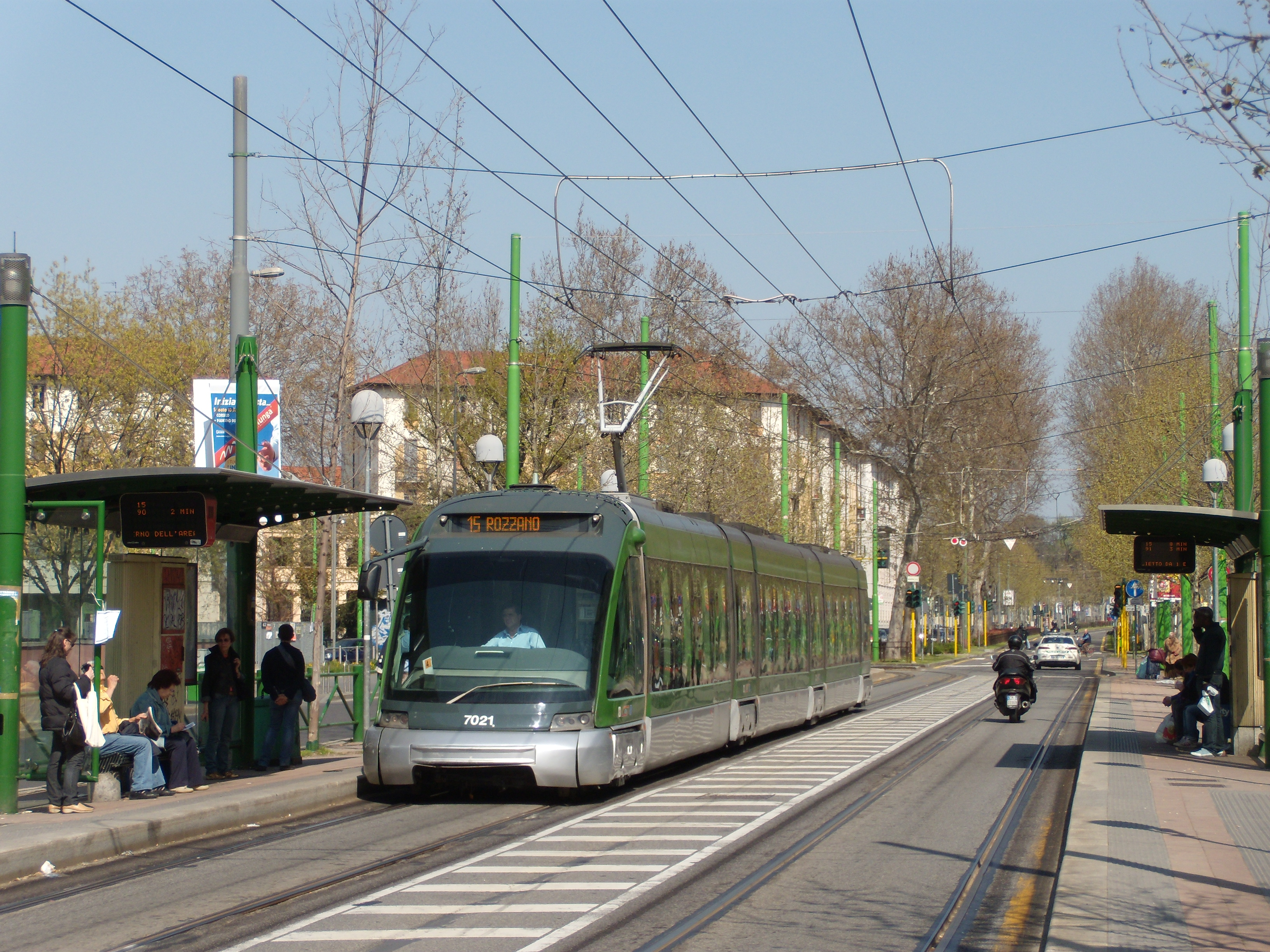
15번 노선을 달리고 있는 7000번대 저상 굴절 시내트램 (유로트램)의 모습.

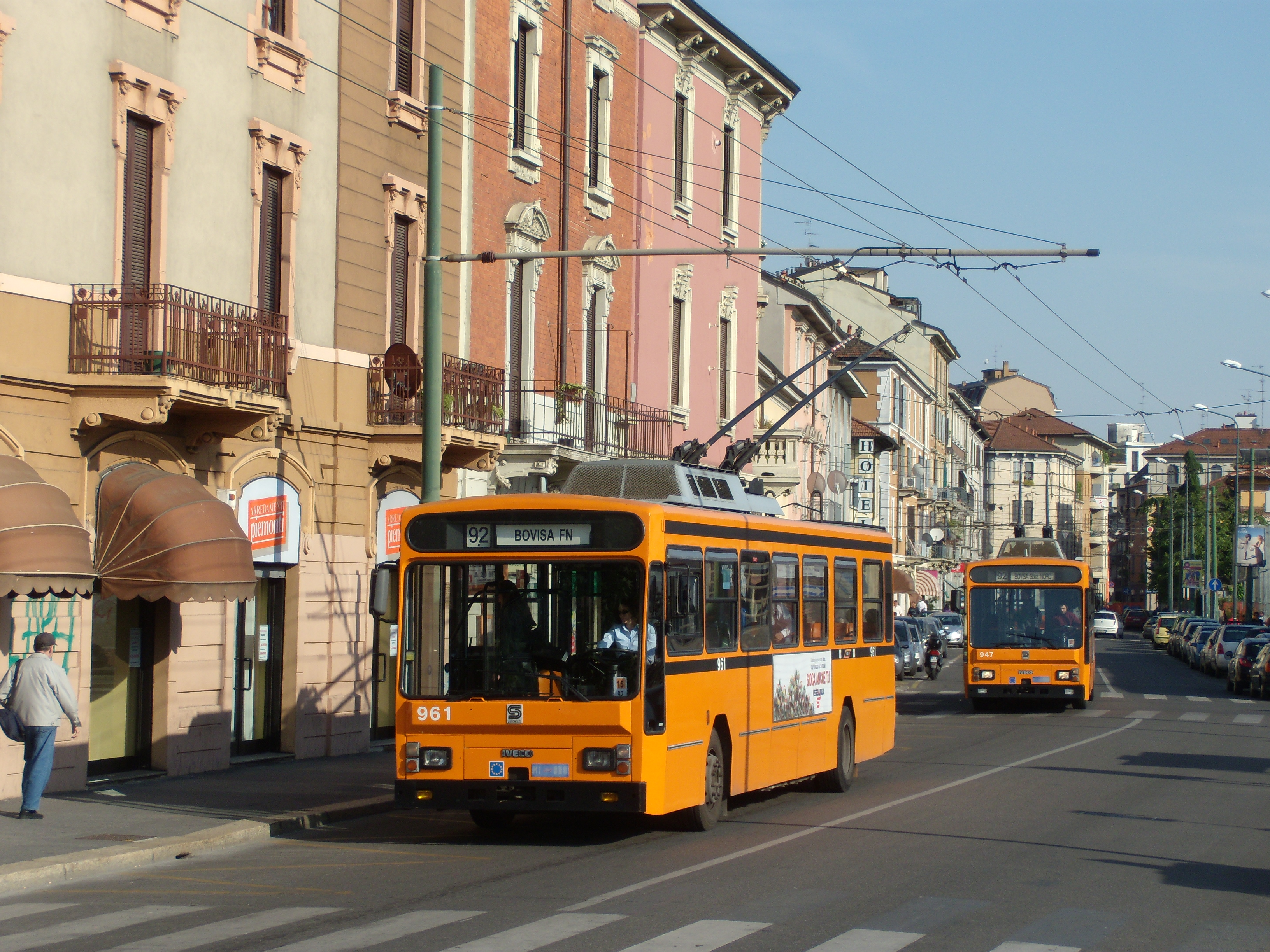
보비사에서 전철역 부근을 달리고 있는 92번 노선의 IVECO 트롤리버스.

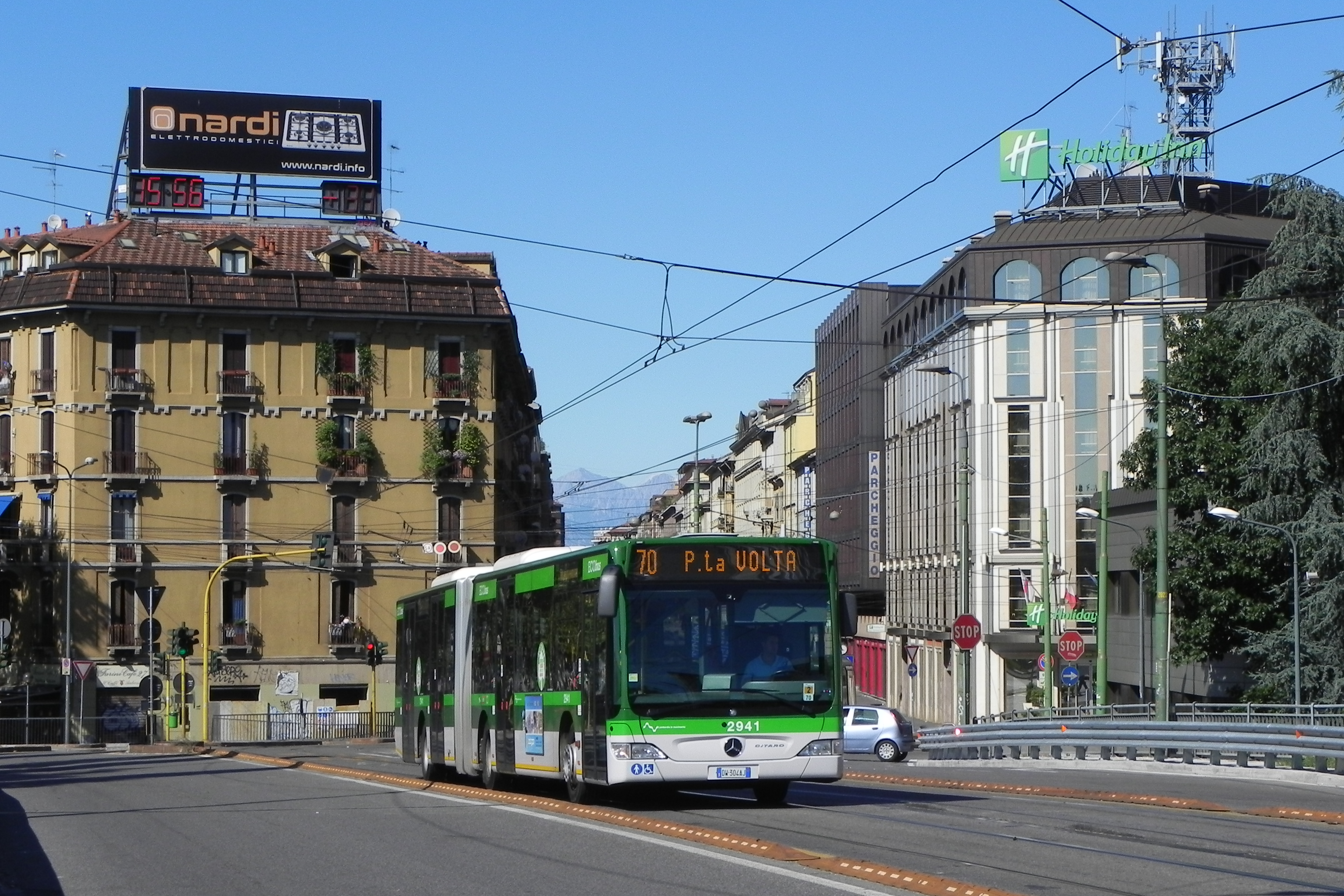
70번 노선을 달리고 있는 메르세데스 벤츠 시타로. 카를로 파리니 로에서 촬영.

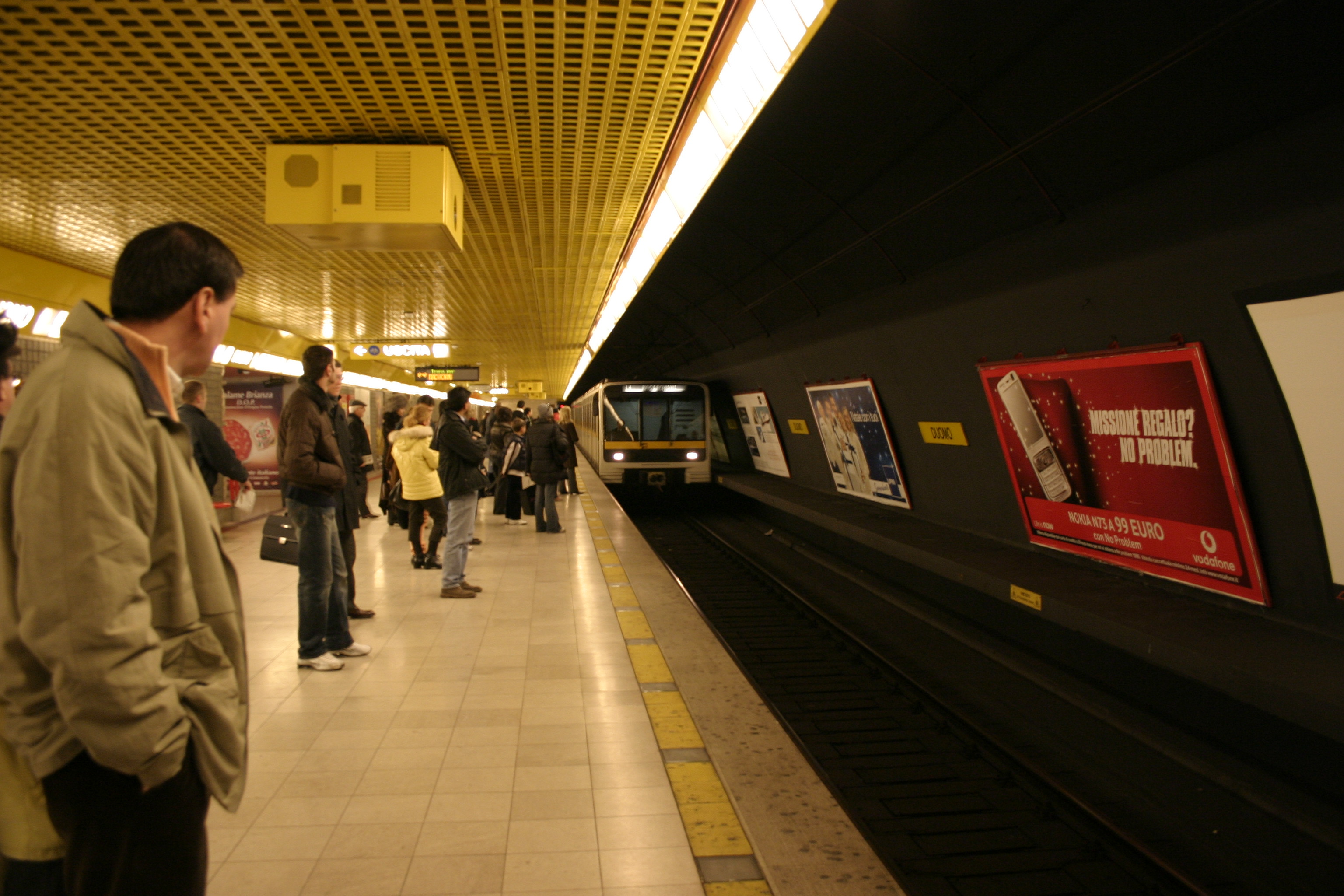
두오모 역에 들어오고 있는 지하철 3호선 마차키니행 차 (현재는 코마시나까지 연장됨)의 모습.

## 교통망

### 도시 철도
밀라노의 도시 철도 체계는 다음 5개 노선으로 이뤄져 있다.
- 1호선 (M1): 세스토 프리모 마조 - 로 피에라 / 비셸리에
- 2호선 (M2): 아사고 밀라노피오리 포룸 / 아비아테그라소 - 콜로뇨 노르드 / 제사테
- 3호선 (M3): 산 도나토 - 코마시나
- 4호선 (M4): 리나테 아에로포르토 - 다테오
- 5호선 (M5): 산 시로 스타디오 - 비냐미

밀라노 지하철은 총연장이 102km을 넘으며 108개 역이 운영되고 있는데, 대부분 지하 역사로 되어 있다. 하루 이용객은 102만 명 이상이며 이탈리아에서 가장 규모가 큰 지하철이기도 하다.
더불어 ATM은 코펜하겐 지하철도 관리하고 있다.

### 트램
밀라노의 시내 트램 체계는 완전히 시 경계 내에서만 운행되는 노선 15개 (1, 2, 3, 4, 5, 7, 9, 10, 12, 14, 16, 19, 24, 27, 33번), 도심과 배후지를 잇는 노선 2개 (15번 밀라노-로차노, 31번 밀라노-치니셀로발사모)

### 트롤리버스
밀라노의 트롤리버스 체계는 총 4개 노선으로 이뤄져 있는데, 90번과 91번 노선 (la circolare, 순환선) 은 밀라노 시를 한바퀴 돌며 운행하고, 92번과 93번 노선은 북부와 동부 지역들을 운행한다.

### 버스
ATM은 총 64개의 시내버스 노선과 55개의 도시간 버스 노선을 운영하고 있다.

## 같이 보기
- 밀라노의 교통